# Jonathan Sexton
Jonathan Jeremiah Sexton (Dublín, 11 de julio de 1985) es un exjugador irlandés de rugby que se desempeñó como apertura. El club donde prácticamente en su totalidad desarrolló su carrera fue Leinster y además fue capitán del XV del trébol. Sexton también fue convocado a los British and Irish Lions para la gira a Gira de los Leones Británico-Irlandeses 2013 y 2017.

## Biografía
Sexton empezó a jugar a rugby en el equipo escolar de St Mary´s College donde ganó la liga de 2002 frente al equipo Leinster senior cup gracias a un drop suyo anotado en los momentos finales, lo cual hizo que fuese fichado por Leinster, equipo con el que debutó como profesional en 2005 frente a Border Reivers.
Es sobrino del exjugador de rugby de Garryowen, Munster y la selección irlandesa William Sexton. Sexton tiene una licenciatura en Comercio por la Universidad de Dublín.
En 2018, Sexton ganó el premio a Mejor Jugador del Mundo.
En 2023 una vez finalizada la Copa del Mundo de Rugby dio por finalizada su carrera.

## Carrera

### Clubes
En la temporada 2007-08 ganó la Celtic League con Leinster, y a partir del 2 de mayo de 2009 se hizo con la titularidad a raíz de tener que reemplazar a Felipe Contepomi que se rompió el ligamento cruzado de la rodilla, en un partido de la semifinal de la Copa Europea contra Munster que ganaron 25-6. Ya en la final contra Leicester Tigers en Murrayfield. Sexton consiguió un drop espectacular desde la línea de medio campo y también pateó el penalti que le dio la victoria a Leinster por 16-19 para un total de 11 puntos (2 penales, 1 drop y 1 conversión) en la que era la primera Copa de Campeones que ganaba Leinster.
En 2011 Leinster vuelve a llegar a la final gracias a grandes partidos de Sexton que le encumbran como uno de los mejores aperturas de Europa. La final fue en el Millennium Stadium contra Northampton Leinster donde una gran actuación de Sexton que hizo 28 puntos le valió para ser nombrado mejor jugador del partido y contribuir a la victoria de su equipo por 33-22, esa anotación fue la segunda mayor en un partido de la Copa Europea.
En mayo de 2012 Leinster y Sexton lograron su tercer triunfo en la Copa de Campeones en cuatro temporadas ante los rivales norirlandeses del Ulster y se establecieron como verdaderos gigantes del rugby europeo, en un partido que controlaron de principio a fin ante 82.000 espectadores en el estadio Twickenham. De este modo Leinster se convirtió en el primer equipo desde Leicester Tigers en 2001/02 que repetía título por segundo año.
La temporada 2012-13 fue un éxito para Sexton ayudando a Leinster a ganar su primer título de Celtic League. En la Copa de Europa tuvieron una actuación decepcionante quedando afuera de la carrera por el título en fase de grupos. A pesar del fracaso en la Copa de Campeones, Sexton ayudó a Leinster a ganar su primera European Challenge Cup, un tercer título continental en tres años.
En enero de 2013 Sexton informó a la Unión de Rugby Fútbol de Irlanda (IRFU) que no renovaría su contrato con el Leinster para dejar la provincia a finales de la temporada 2012/13 y fichar por el Racing Métro 92 del top 14 francés, convirtiéndole en uno de los jugadores mejor pagados de Europa.
Es nominado como mejor jugador del año 2014, galardón que iría a parar a Brodie Retallick.
A principios de 2015 sale a luz la noticia que Jonathan Sexton no renovará su contrato y volverá a jugar con Leinster a partir de la temporada 2015/2016.
En la temporada 2017-18 se proclama campeón de la Champions Cup, 3 golpes de castigo en la final.

### Internacional
En 2008 Sexton fue seleccionado por primera vez con Irlanda para formar parte del equipo que jugaría el Campeonato de las Seis Naciones, pero finalmente no formó parte de la convocatoria al sufrir poco antes una fractura en el pulgar. Al año siguiente se reincorporó a la selección irlandesa. Su primer partido con Irlanda fue contra Fiyi en Dublín, el 21 de noviembre de 2009. Desde entonces ha sido fijo en las convocatorias de la selección de la isla de Irlanda.
En 2011 participó en el Mundial de Nueva Zelanda 2011 siendo el suplente de Ronan O'Gara donde Irlanda hizo una magnífica primera fase de grupos donde quedó primera de grupo al ganar sus cuatro partidos en un grupo donde coincidió con los Wallabies e Italia, el emparejamiento de octavos de final le enfrentó a los dragones rojos en un partido que perderían por 22-10.
En 2014 Sexton fue una pieza fundamental para que Irlanda se hiciera con el Torneo de las Seis Naciones consiguiendo 2 tries en el último partido contra Francia. En 2015 Sexton vuelve a ser una pieza clave para que Irlanda retenga el título de campeón del seis naciones.
Seleccionado para formar parte de la selección irlandesa de la Copa Mundial de Rugby de 2015, salió de titular en el primer partido del grupo; abrió el marcador con un golpe de castigo a los 13 minutos y logró un ensayo en la primera parte, además de tres conversiones, contribuyendo así a la victoria de su equipo 50-7 contra Canadá. En la segunda parte, fue sustituido por Sean M. Cronin. Sus 121 metros recorridos, un ensayo, tres conversiones y un golpe de castigo, le valieron ser elegido por los aficionados (a través de Twitter) como "Hombre del partido" (Man of the Match) en enfrentamiento de su equipo contra Canadá en la fase de grupos, el 19.09.2015.
En la victoria de Irlanda sobre Italia 16-9, Johnny Sexton anotó la mayoría de puntos de su equipo, con la conversión del ensayo de Keith Earls más tres golpes de castigo. También logró puntuar en el último partido de la fase de grupos, victoria 9-24 sobre Francia, con dos golpes de castigo.
Sexton fue clave en la consecución del Seis Naciones de 2018 y el Grand Slam no solo por su juego en todo el torneo sino también por un drop espectacular con el tiempo ya cumplido en el partido que enfrentó a Irlanda contra Francia en suelo galo y que ganaron los del trébol por el ajustado marcador de 12-13

## Palmarés y distinciones notables
- Seis Naciones 2014, 2015, 2018[18] y 2023.
- Copa de Europa de 2009, 2011, 2012 y 2018.[19]
- European Challenge Cup: 2013.
- Pro 14: 2008, 2013, 2018, 2019, 2020, 2021.
- Participó en la Gira de los British & Irish Lions por Australia de 2013.
- Seleccionado por los British and Irish Lions para la gira de 2017 en Nueva Zelanda.[20]
- Nominado a Mejor Jugador del Mundo en 2014.
- Mejor Jugador del Mundo 2018.
- Capitán de la Selección de rugby de Irlanda (2020-).[21]